# Neobidessus corumbensis
Neobidessus corumbensis är en skalbaggsart som först beskrevs av Zimmermann 1921.  Neobidessus corumbensis ingår i släktet Neobidessus och familjen dykare. Inga underarter finns listade i Catalogue of Life.